# Soundso
Soundso ist das dritte Studioalbum der deutschen Pop-Gruppe Wir sind Helden. Es erschien am 25. Mai 2007 bei EMI Music.

## Entstehungsgeschichte und Erfolg
Die Band zog sich im Herbst 2006 wegen der Schwangerschaft ihrer Sängerin Judith Holofernes aus der Öffentlichkeit zurück und begann mit den Arbeiten am Nachfolger des Albums Von hier an blind. Die Suche eines Albumtitels stellte sich als schwierig heraus, da es viele verschiedene Richtungen, vor allem thematisch, vereint. So musste ein Begriff gefunden werden, der alles sagt, aber keinen Titel ausschließt. Die Wahl fiel auf Soundso, „damit man sagen muss: kennste schon soundso? Und: Soundso gefällt mir besser/ nicht so gut als/ wie Dingsbums, hier, na, die mit Guten Tag und Nur ein Wort“ so die Begründung der Band.

„Bei der Suche nach dem Albumtitel haben wir gemerkt, dass wir keinen Namen finden konnten, der dem ganzen Album gerecht wird, dass jeder Vorschlag irgendetwas zusammenzufassen schien, dass sich nicht zusammenfassen lassen wollte. Wenn ein Name zur Hälfte der Lieder gepasst hat, ist irgendein anderes Lied aus der Reihe getanzt und hat unwirsch ‚Äh, ich aber nicht.‘ gemurmelt.“

Kurz nach der Veröffentlichung stieg Soundso in die deutschen Top 100 Albumcharts ein und erreichte dort den zweiten Platz, ebenso in Österreich. In der Schweiz stieg das Album bis auf Platz 11 der Charts.

## Titelliste
1. (Ode) an die Arbeit (Text: Judith Holofernes; Musik: Jean-Michel Tourette, Holofernes) – 3:42
2. Die Konkurrenz (Text: Holofernes; Musik: Mark Tavassol, Holofernes) – 3:44
3. Soundso (Text: Holofernes; Musik: Tavassol) – 4:14
4. Für nichts garantieren (Text: Holofernes; Musik: Tavassol, Holofernes) – 4:22
5. Kaputt (Text: Holofernes; Musik: Tourette, Holofernes) – 3:08
6. Labyrinth (Text: Holofernes; Musik: Holofernes, Tourette, Tavassol, Pola Roy) – 4:14
7. The Geek (Shall Inherit) (Text: Holofernes; Musik: Tavassol, Holofernes) – 3:40
8. Endlich ein Grund zur Panik (Text: Holofernes; Musik: Tourette, Holofernes) – 3:43
9. Der Krieg kommt schneller zurück als du denkst (Text: Holofernes; Musik: Tourette, Holofernes, Tavassol) – 2:45
10. Hände hoch (Text: Holofernes; Musik: Tavassol, Tourette, Holofernes) – 4:36
11. Stiller (Text: Holofernes; Musik: Roy, Holofernes) – 4:21
12. Lass uns verschwinden (Text: Holofernes; Musik: Roy, Holofernes, Tavassol, Tourette) – 4:14

## Chartplatzierungen

### Album
| ChartsChartplatzierungen | Höchstplatzierung | Wochen |
| ------------------------ | ----------------- | ------ |
| Deutschland (GfK)        | 2 (26 Wo.)        | 26     |
| Österreich (Ö3)          | 2 (18 Wo.)        | 18     |
| Schweiz (IFPI)           | 11 (9 Wo.)        | 9      |

### Singles
Die erste Singleauskopplung Endlich ein Grund zur Panik polarisierte laut Jean-Michel Tourette bewusst, um die Band aus der Rolle als „everybody’s darling“ herauswachsen zu lassen. Das Lied erreichte in den deutschen Singlecharts Platz 34.

| Jahr | Titel Album                                                          | Höchstplatzierung, Gesamtwochen, AuszeichnungChartplatzierungen (Jahr, Titel, Album, Platzierungen, Wochen, Auszeichnungen, Anmerkungen) | Höchstplatzierung, Gesamtwochen, AuszeichnungChartplatzierungen (Jahr, Titel, Album, Platzierungen, Wochen, Auszeichnungen, Anmerkungen) | Höchstplatzierung, Gesamtwochen, AuszeichnungChartplatzierungen (Jahr, Titel, Album, Platzierungen, Wochen, Auszeichnungen, Anmerkungen) | Anmerkungen                            |
| Jahr | Titel Album                                                          | DE | AT | CH | Anmerkungen                            |
| ---- | -------------------------------------------------------------------- | --- | --- | --- | -------------------------------------- |
| 2007 | Endlich ein Grund zur Panik / Panique (französische Version) Soundso | DE34 (5 Wo.)DE | AT32 (6 Wo.)AT | — | Erstveröffentlichung: 27. April 2007   |
| 2007 | Soundso / T’es Comme Ça (französische Version) Soundso               | DE62 (9 Wo.)DE | — | — | Erstveröffentlichung: 6. Juli 2007     |
| 2007 | Kaputt / 我们是英雄 (chinesische Version) Soundso                    | DE69 (6 Wo.)DE | — | — | Erstveröffentlichung: 9. November 2007 |
| 2008 | Die Konkurrenz Soundso                                               | — | — | — | Erstveröffentlichung: 28. März 2008    |